# Коджі Іґараші
Коджі Іґараші (яп. 五十嵐 孝司, народився 17 березня 1968 р.) — японський продюсер відеоігор, програміст, сценарист і креативний директор. Під псевдонімом IGA почав свою кар’єру, приєднавшись до Konami в 1990 році як програміст. Протягом наступних десяти років він перейшов на керівну посаду в компанії, працюючи над Castlevania: Symphony of the Night як програміст, сценарист і помічник директора. Пізніше він був головним продюсером серії Castlevania, починаючи з Castlevania Chronicles у 1999 році та закінчуючи Castlevania: Harmony of Despair у 2011 році. Під час роботи з Konami він також брав участь у інших видах, таких як Nano Breaker і Tokimeki Memorial. . У 2014 році Іґараші залишив Konami, щоб пізніше стати співзасновником Artplay, який у червні 2019 року випустив Bloodstained: Ritual of the Night, духовного наступника Symphony of the Night.

## Раннє життя
Коджі Іґараші народився в префектурі Фукусіма 17 березня 1968 року. Його батько був лісорубом. Іґараші хотів стати теслею, а згодом – художником. У підлітковому віці досліджував сусідній замок Коміне з відеокамерою. Його першим досвідом роботи з відеоіграми стала тенісна гра Pong від Atari у віці 10 років, а аркадна гра Crazy Climber через два роки підштовхнула його до розробки ігор. Він сам навчився мови програмування BASIC і мові асемблера, а також розробляв аматорські ігри. Під час навчання в університеті Іґараші отримав пропозицію про роботу від компанії Grafika, від якої йому довелося відмовитися за відсутності там працювати. Він прийняв наступну пропозицію про роботу, яка була від Konami.

## Кар'єра

### Konami
Після закінчення коледжу Іґараші почав працювати в Konami. Його першим проєктом була робота програмістом гри-симулятора для відділу Освітнього ПО.  Гра мала бути бізнес-симулятором, команда надихалась серією Fire Emblem, але через 12 місяців гру було скасовано.  Він перейшов у Споживчий відділ і працював над програмуванням ворогів для Detana!! Twinbee для версії PC Engine. Працював програмістом і отримав завдання написати історію для Tokimeki Memorial - симулятора знайомств для системи Super CD-ROM² від PC Engine. Його дівчина на той час, пізніше дружина, була співробітником Konami, працювала над Castlevania: Rondo of Blood. Вона йому порадила пограти в Rondo of Blood під час перерв перед написанням історії для Tokimeki Memorial. Іґараші повідомив своєму босові, що не має бажання працювати над продовженням «Tokimeki Memorial», і попросив перевести його. Великі продажі гри спонукали його боса погодитися, і Іґараші  приєднався до команди розробників Castlevania.
Іґараші почав працювати над серією ігор Castlevania для Sega 32X. Однак гру було скасовано, оскільки Konami перемкнуло свою увагу з невдалого 32X на PlayStation. Наступним проєктом Іґараші стала гра для PlayStation Castlevania: Symphony of the Night, де він працював над написанням сценарію та програмуванням. На півшляху розробки гри режисер Тору Хагіхара отримав підвищення компанії, яке підвищило Іґараші до помічника режисера для завершення гри. Гра була добре сприйнята критиками, згодом вплинула на жанр «Метроїдванія», хоча це не призвело до високих продажів.
Після випуску Symphony of the Night Іґараші став режисером рольової гри Elder Gate 2000 року для PlayStation. Іґараші каже, що він був мотивований створити гру, оскільки грав в інші важкі сюжетні ігри та після довгої перерви втратив мотивацію продовжувати. За його словами він хотів створити гру, у яку можна було б грати будь-коли, та щоб вона була свіжою щоразу, коли ви в неї граєте. Він мав на меті дати кожному гравецеві особистий унікальний досвід від гри. Гра отримала 22 бали з 40 від журналу Famitsu.
Після цього Іґараші працював продюсером Castlevania Chronicles, яка була портом гри Sharp X68000 1993 року для PlayStation. Після цього він був продюсером і сценаристом Castlevania: Harmony of Dissonance, другої гри серії Castlevania для Game Boy Advance. Метою було спробувати створити схожу на Symphony of the Night гру. Це включало повернення художника Аямі Коджіми як дизайнера персонажів. Іґараші вважав, що попередній проєкт Castlevania: Circle of the Moon був надто темним на екрані Game Boy Advance, тому він відчув потребу зробити гру яскравішою. 
Під час роботи в Konami Іґараші часто з'являється у ковбойському капелюсі, розмахуючи шкіряним батогом, які він бере з собою на медійні заходи, такі як Electronic Entertainment Expo.
У березні 2007 року сценарист Уоррен Елліс оголосив, що разом із Коджі Ігараші працює над анімаційною адаптацією фільму Castlevania III: Dracula's Curse на DVD. Елліс пояснив, як він працював з Іґараші, щоб вписати фільм у хронологію серіалу, включаючи написання нової передісторії, і як Іґараші потрібно було повних вісім переписаних матеріалів попереднього виробництва. Проєкт під назвою Castlevania вийшов на Netflix у 2017 році після довгого виробничого пекла.
На Tokyo Game Show 2008 року Іґараші продемонстрував тизер для майбутньої гри з Алукардом у головній ролі, що була запланована до виходу на PlayStation 3 і Xbox 360. Пізніше Іґараші зазначив: незважаючи на те, що на проєкт було витрачено багато часу та грошей, розробка не йшла гладко. Паралельно MercurySteam створив прототип, який, як зазначає Іґараші, виглядав краще, ніж його проєкт. Konami вирішила скасувати розробку Іґараші та випустити Castlevania: Lords of Shadow від MercurySteam у 2010 році. Іґараші не вносив жодних коментарів щодо тайтла та не висував жодних майбутніх пропозицій щодо нових ігор 2D Castlevania.
Наприкінці 2011 року він перейшов до Соціального підрозділу Konami. Там він ще випускав деякі ігри для консолей. У 2011 році він був продюсером Otomedius Excellent, стрілялки зі скроллінгом для Xbox 360, гри для Kinect Leedmees і працював над локалізацією гри Scribblenauts для Nintendo DS. Бізнес-модель Konami перейшла до розробки мобільних ігор. Перебуваючи там, Іґараші намагався розробити мобільні ігри, які більше схожі на консольні, але не зміг випустити жодної. Іґараші відчував, що його досвід роботи з консольними іграми призвів до того, що він не зміг зробити стрибок до соціальних ігор. Він залишив Konami в березні 2014 року.
Іґараші каже, що Symphony of the Night є його улюбленою з усіх ігор серії Castlevania, над якими він працював, а із загальної серії йому подобається Castlevania III: Dracula's Curse за якість звуку та оформлення світу. Іншою його улюбленою грою Castlevania є Castlevania: Aria of Sorrow через зміни, які вона внесла в серію.

### ArtPlay
Іґараші спробував і не зміг знайти видавця, який би фінансував нову консольну гру. У вересні 2014 року став одним із засновників компанії ArtPlay. Китайський бізнесмен Фенг Ган виконує обов’язки генерального директора, а Іґараші – головного продюсера. Іґараші познайомився зі своїм діловим партнером під час роботи над мобільними іграми в Konami, але проєкт згорнувся. І Іґараші, і його партнер залишили свої компанії, і його партнер запросив його приєднатися до нього у створенні нової компанії для мобільних ігор, але Ігараші спочатку відмовився. ArtPlay має як китайський, так і японський підрозділи, в останньому і працює Іґараші. Мета компанії — розроблювати як мобільні, так і консольні ігри, при цьому прибуток від мобільних сприятиме розробці консольних ігор і навпаки. Веб-сайт Artplay розмістив список 2.3 мільярдів ієн капіталу. У 2015 році Іґараші виступив на ChinaJoy Game Developer Conference (CDGC) у Китаї.
Кейдзі Інафуне, який покинув Capcom, щоб створити власну студію та запустити свою нову гру Mighty No. 9 через краудсорсинг, надихнув Іґараші запустити власну кампанію на Kickstarter для свого нового проєкту. Запущений у травні 2015 року Bloodstained: Ritual of the Night – духовний спадкоємець стилю метроїдванія ігор Castlevania – був профінансований на 500 000 доларів США через кілька годин після відкриття. Зрештою Іґараші зібралось 5,5 доларів США мільйонів, що зробило її найуспішнішою відеогрою на платформі Kickstarter, допоки Shenmue III не побила цей рекорд приблизно через два місяці. Bloodstained: Ritual of the Night була випущена на багатьох платформах у червні 2019 року та отримала схвальні відгуки. Разом із Bloodstained у 2015 році ArtPlay також анонсувала мобільну гру Code S Plan.
У жовтні 2018 року Іґараші оголосив про співпрацю з Sega над грою під назвою Revolve8. Revolve8: Episodic Dueling - стратегічна мобільна гра в реальному часі в режимі PvP. Випущена в лютому 2019 року для iOS та Android.

## Роботи
| Рік  | Назва                                 | Роль                                     |
| ---- | ------------------------------------- | ---------------------------------------- |
| 1992 | Detana!! TwinBee                      | Програміст                               |
| 1992 | Gradius II                            | Програміст                               |
| 1993 | Castlevania: Rondo of Blood           | Окрема подяка                            |
| 1994 | Меморіал Токімекі                     | Сценарист, програміст                    |
| 1997 | Castlevania: Симфонія ночі            | Асистент режисера, програміст, сценарист |
| 2000 | Старі ворота                          | Режисер                                  |
| 2001 | Хроніки Кастельванії                  | Продюсер                                 |
| 2002 | Castlevania: Гармонія дисонансу       | Продюсер, сценарист                      |
| 2003 | Castlevania: Арія печалі              | Продюсер, сценарист                      |
| 2003 | Castlevania: Плач невинності          | Продюсер, сценарист                      |
| 2004 | Nano Breaker                          | Продюсер                                 |
| 2005 | Castlevania: Dawn of Sorrow           | Продюсер, сценарист                      |
| 2005 | Castlevania: Curse of Darkness        | Продюсер, сценарист                      |
| 2006 | Castlevania: Портрет Руїни            | Продюсер, сценарист                      |
| 2007 | Castlevania: Орден Тіней              | Окрема подяка                            |
| 2007 | Castlevania: The Dracula X Chronicles | Продюсер, сценарист                      |
| 2008 | Castlevania: Орден Еклесії            | Продюсер                                 |
| 2008 | Суд Castlevania                       | Продюсер                                 |
| 2008 | Scribblenauts                         | Японська локалізація                     |
| 2009 | Castlevania: The Adventure ReBirth    | Продюсер                                 |
| 2009 | Castlevania: Аркада                   | Окрема подяка                            |
| 2010 | Castlevania: Harmony of Despair       | Продюсер                                 |
| 2011 | Отомедій Відмінно                     | Продюсер                                 |
| 2011 | Leedmees                              | Продюсер                                 |
| 2018 | Bloodstained: Curse of the Moon       | Продюсер, керівник сценарію              |
| 2019 | Bloodstained: Ritual of the Night     | Продюсер, сценарист                      |
| 2019 | Revolve8: Епізодична дуель            | Проєктування персонажа                   |
| 2020 | Bloodstained: Curse of the Moon 2     | Продюсер, сценарист                      |
| 2021 | Фінал R-Type 2                        | Окрема подяка                            |